# Comfrey (Minnesota)
Comfrey est une ville américaine située dans le Comté de Brown, dans le Minnesota. Selon le recensement de 2010, sa population est de 382 habitants.